# 朴順天 (演員)
朴順天（1961年2月19日—），韓國女演員。

## 演出作品

### 電視劇
- 1980年：MBC《田園日記》
- 1989年：MBC《玫瑰人生》
- 1996年：MBC《不離婚的理由》
- 1997年：MBC《愛與離別》
- 1998年：SBS《白夜3.98》
- 1998年：SBS《擁抱》
- 1998年：MBC《妙手情天》
- 2000年：MBC《愛上女主播》飾演 李慶熙
- 2001年：KBS《東洋劇場》
- 2002年：SBS《明朗少女成功記》飾演 楊順的母親
- 2003年：SBS《愛情萬歲》
- 2003年：MBC《出軌》
- 2003年：KBS《玫瑰籬笆》
- 2004年：KBS《四月之吻》飾演 成仁淑
- 2004年：EBS《冬日孩子》
- 2004年：SBS《妻子的叛亂》
- 2005年：KBS《風花》
- 2005年：KBS《她回來了》飾演 鄭秀仁
- 2006年：KBS《大祚榮》
- 2007年：KBS《幸福的女人》飾演 太燮母親
- 2007年：KBS《拜託小姐》飾演 花兒的媽媽
- 2007年：KBS《仁順真漂亮》飾演 朴鈺善
- 2008年：MBC《紫苑花》飾演 錦南
- 2008年：SBS《老千》飾演 順任
- 2009年：SBS《Style》
- 2009年：MBC《向大地頭球》飾演 仁順玉
- 2009年：MBC《創造情緣》飾演 秀晶
- 2010年：KBS《巨商金萬德》飾演 妓院的下人
- 2010年：KBS《媽媽也很漂亮》飾演 在妮母明淑
- 2011年：MBC《就像今天一樣》飾演 朴貞芯
- 2012年：JTBC《症候群》飾演 病人家屬
- 2013年：KBS《Drama Special－天狼星》
- 2013年：SBS《錢的化身》飾演 朴琦順
- 2013年：MBC《Medical Top Team》飾演 泰信的媽媽
- 2013年：tvN《籃球》飾演 錦南
- 2014年：OCN《Frost醫生》
- 2015年：tvN《豪苟的愛》飾演 金玉玲
- 2015年：TV朝鮮/tvN《偉大的故事－離散家庭的故事／不輸的精神》飾演 順玉
- 2016年：SBS《我女婿的女人》飾演 李真淑
- 2016年：OCN《鄰家英雄》飾演 朱喜氏
- 2016年：KBS《Beautiful Mind》飾演 桂真诚的媽媽
- 2016年：tvN《THE K2》飾演 崔盛元的媽媽
- 2017年：tvN《秘密森林》飾演 黃始木的媽媽
- 2018年：MBC《富家公子》飾演 徐福順
- 2018年：JTBC《漢摩拉比小姐》
- 2018年：MBC《我身後的陶斯》飾演 李智淑
- 2020年：SBS《媽媽出軌了》飾演 金福順
- 2020年：KBS《絕妙的遺產》飾演 鄭美熙
- 2022年：KBS1《我眼裡的豆莢》飾演 吳恩淑

### 電影
- 1985年：《TO J》
- 2000年：《錯愛雙魚座》
- 2007年：《天堂也有悲哀》
- 2010年：《伴我走天涯2》
- 2011年：《陽光姊妹淘》
- 2017年：《寶貝與我》

## 外部連結
- NAVER搜索 （页面存档备份，存于）